# Karmøy (Insel)
Karmøy ist eine Insel in Rogaland in Norwegen. Die Insel ist ein Teil der gleichnamigen Kommune Karmøy mit der administrativen Verwaltung in Kopervik und liegt in der Landschaft Haugaland.

## Geschichte
Der Name stammt vom nordischen Kǫrmt, wahrscheinlich eine Ableitung von Karmr, „derjenige, der Karm bildet“, Schutz gegen das Meer.
Die Insel ist für ihr archäologisches Fundmilieu bekannt, darunter Grabhügel der Bronzezeit, das am reichsten ausgestattete Waffengrab der jüngeren Römerzeit (Flagghaug), sowie ein Storhaug, das typologisch und radiologisch in das 8. Jahrhundert n. Chr. datiert wurde, und ein Schiffsgrab (Grønhaug), das aus der ersten Hälfte des 10. Jahrhunderts stammt.
Die frühesten norwegische Könige der Schriftüberlieferung sind aus dem westlichen Landesteil überliefert.
Ältester Ort der Insel ist Avaldsnes nördlich auf der Insel am Karmsund. Avaldsnes gehört zu den überlieferten Königssitzen am Ende der Wikingerzeit und war im 12. Jahrhundert ein Ort mit einer frühromanischen Steinkirche. Hier befand sich der Tingplatz (fjerdingsting) für das nördliche Rogaland.

## Verkehr
Die Insel ist durch eine Brücke über den Karmsund, auf der die E 134 verläuft, mit dem Festland verbunden. Die Straße endet am Flughafen Flughafen Haugesund. Die höchste Erhebung der Kommune ist Søra Sålafjellet (132 moh.) südlich von Kopervik.
Die wichtigste Nord-Süd-Verbindung über die Insel ist der Fylkesvei 547, der auf der Westseite der Insel von Skudeneshavn im Süden nach Åkrehamn im Norden führt, wo er auf die Ostseite nach Kopervik übergeht. Von hier aus folgt die Straße der Ostseite und trifft die E 134 in Våge. Zur E 39 besteht seit 2013 eine unterseeische Straßenanbindung durch den 8900 m langen Karmøytunnel, der unter dem Karmsund, der Insel Fosen und dem Førresfjord hindurchführt. Dadurch gibt es für den südlichen Teil von Karmøy eine direkte Verbindung nach Osten zur E39 in Tysvær.
Ein Tunnelabzweig auf der Insel Fosen zwischen Karmsund und Førresfjord führt als Fylkesvei 554 über die Insel Fosen nach Norden zum Festlandteil der Kommune Karmøy außerhalb von Haugesund.
Der auf der Insel liegende internationale Flughafen Haugesund verbindet die Region mit Oslo, Bergen, Sandefjord (Torp) und London (mit Ryanair).
Skudeneshavn im Süden war von Stavanger über Mekjarvik per Fähre in etwas über einer Stunde zu erreichen. Diese Verbindung wurde nach Eröffnung des Karmøytunnels eingestellt. 